# الغلاف المعلوماتي

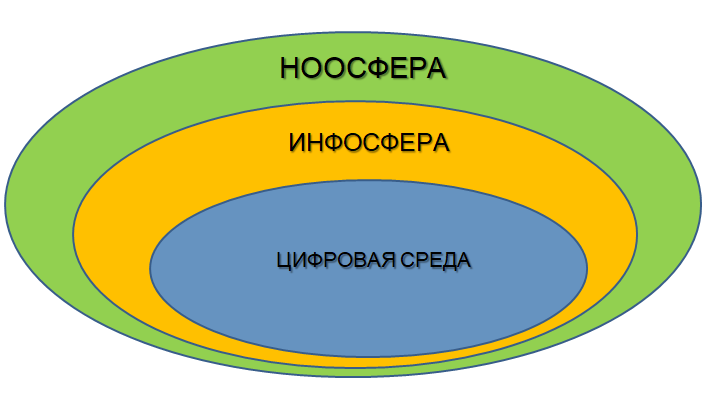
إنفوسفير كجزء من مجال نو

الغلاف المعلوماتي مصطلح جديد مكون من كلمتي غلاف ومعلومات، يشير المصطلح إلى بيئة ما (كالغلاف الحيوي) تسكنها كيانات معلوماتية تسمى وحدات معلوماتية، ورغم أن أقرب مثال لغلاف المعلومات هو الفضاء الإلكتروني، لا يُعد الغلاف المعلوماتي حكراً على بيئات الإنترنت فقط.

## تاريخ الغلاف المعلوماتي
أول استعمال موثق لمصطلح «غلاف المعلومات» كان في عام 1971 في مراجعة كتاب لمجلة التايم بواسطة ار.زد.شيبارد حيث كتب (كما لا يمكن للسمك تصور الماء ولا الطير الهواء، بالكاد يمكن للإنسان فهم غلافه المعلوماتي، تلك الطبقة المحيطة من الضباب الإلكتروني والمكونة من صور نمطية شكلتها الصحافة والترفيه والدعايات والحكومة.)
وفي عام 1980 اسعمل ألفين توفلر المصطلح في كتابه الموجة الثالثة حيث كتب (ما لا شك فيه سواء اخترنا تصديقه أم لا هو أننا في طور تغيير غلافنا المعلوماتي من الأساس، حيث أننا نقوم بإضافة طبقات تواصل جديدة  للنظام الاجتماعي، فظهور الموجة الثالثة من الغلاف المعلوماتي جعلت من حقبة الموجة الثانية (التي كانت تحت سلطة وسائل الإعلام العامة ومكتب البريد والهاتف) تبدو بدائية بالمقارنة.)
وحصل ما قاله توفلر في تعريفه عندما اتسع مجال استعمال مصطلح الغلاف المعلوماتي في التسعينات ليتجاوز وسائل الإعلام وصار يعبر عن التطور المشترك للإنترنت والمجتمع والثقافة
في كتابه الدارما الرقمية، كتب ستيفن فيدرو (انطلاقا من ما أطلق عليه الفيلسوف والقسيس الفرنسي بيير تيلار دي شاردان مجال نو المشترك للوعي البشري الجمعي وللاختراع وللبحث الروحي، يُستخدم مصطلح غلاف المعلومات في بعض المرات لتصور حقل يحيط بهيئاتنا الجسدية والعقلية والأثيرية ويؤثر هذا الحقل على أحلامنا وحياتنا الثقافية، وقد توسع جهازنا العصبي المستمر في التطور إلى حالة تقبل عالمي كما تنبأ بذلك خبير الإعلام مارشال ماكلوهان في بداية الستينات.)
واستعمل لوتشيانو فلوريدي المصطلح أيضا في حديثه عن أسس الغلاف الحيوي للإشارة إلى بيئة المعلومات بكاملها والمكونة من جميع الكيانات المعلوماتية (وبالتالي وكلاء المعلومات) بخصائصها وتفاعلاتها وعملياتها والعلاقات المتبادلة بينها، إنها بيئة قابلة للمقارنة (رغم أنها مختلفة) بالفضاء الإلكتروني (والذي يعتبر كجزء فرعي منها إن جاز التعبير) طالماً أنها تشمل عدم الاتصال بالإنترنت والفضاءات التناظرية من المعلومات، ووفقا لما يقوله فلوريدي فإنه من الممكن للغلاف المعلوماتي أن يماثل مُجمل الوجود، هذه المماثلة قادته لعلم وجود معلوماتي.

## التلاعب في الغلاف المعلوماتي
يخضع موضوع التلاعب في الغلاف المعلوماتي إلى علم ما وراء الطبيعة وقوانينه، حيث تندرج المعلومة تحت نظرية شانون للمعلومات ويُتعامل معها بشكل حسي بعيداً عن الطاقة والمادة، ويشمل التلاعب في الغلاف المعلوماتي كل من المسح والنقل والنسخ وإتلاف المعلومة.

## استعمال مصطلح الغلاف المعلوماتي في الإعلام
استعمل دان سيمونس المصطلح في ملحمة الخيال العلمي «هيبريون» (نُشرت عام 1989) ليوحي بما قد يتحول إليه الإنترنت في المستقبل: عالم موازي وافتراضي تَكون من مليارات الشبكات، فيه مخلوقات ذات حياة اصطناعية بمختلف الأشكال، ابتداء مع ما يعادل الحشرات (برمجيات صغيرة) إلى ما يعادل الآلهة (ذكاءات اصطناعية), هذه المخلوقات تختلف في دوافعها فبعضها يسعى لمساعدة البشر والآخر لأذيته.
في المسلسل الكرتوني الساخر فيوتشوراما, يُصور الغلاف المعلوماتي على أنه جسم كروي ضخم يطفو في الفضاء، ويوجد حوله جنس من المخلوقات على شكل أدمغة عملاقة، تتحدث وتطير وتقوم بتخزين جميع المعلومات الموجودة في الكون.
- مجال نو
- محاكاة الواقع